# Axel Hjalmar Lindqvist
Axel Hjalmar Lindqvist, född den 20 juli 1843 i Stockholm, död den 24 april 1917 i Lund, var en svensk målare. Han har målat landskap, ofta med motiv från Ringsjön och Lundatrakten.
Lindqvist studerade vid Konstakademien i Stockholm 1858–1865, där han var en av Christoffer Boklunds favoritelever. Han gjorde sedan studieresor till Köpenhamn och Tyskland 1877 samt till Paris 1882. På grund av ekonomiska svårigheter kunde han inte som förväntat stanna kvar i Stockholm utan sökte sig till Lund, där han fick en teckningslärartjänst på Katedralskolan och utnämndes till ritmästare vid Lunds universitet 1865. Lindqvist är representerad vid bland annat Nationalmuseum i Stockholm.
Lindqvist var mycket intresserad av idrott, bland annat skridskoåkning, cykling, skytte och bollkastning. Han var en duktig tennisspelare, vilket resulterade i att en tennisbana anlades på Katedralskolans gård.
Lindqvist dog 1917. Hans fru, född Törnblom, hade gått bort några år tidigare (1911) och hans egen hälsa var sviktande. Han sköt sig själv.